# Guldbandssnapper
Guldbandssnapper (Lutjanus lutjanus) är en fisk i familjen Lutjanidae (vars medlemmar ofta kallas snappers) som finns i Indiska oceanen och västra Stilla havet. 

## Utseende
Guldbandssnappern är en fisk med slank kropp, flackt sluttande panna samt bakåt tvärt avhuggna rygg- och analfenor. Stjärtfenan är endast svagt urgrupen. Ryggfenan består av 10 till 12 taggstrålar, följda av 12 mjukstrålar. Analfenan har en liknande uppbyggnad med 3 taggstrålar och 8 mjukstrålar. Den övre delen av kroppen är gulbrun och sidorna silvevita med ett brett, gult till brunaktigt band från ögat till stjärtfenans bas. Fenorna är blekgula till vitaktiga. Ögonen är mycket stora. Som mest kan den bli 35 cm lång.

## Vanor
Arten är en stimfisk som ofta umgås med andra arter i samma släkte. Den lever gärna i närheten av korallrev, och kan gå ner till nästan 100 m. Födan består av fiskar och kräftdjur. Högsta noterade ålder är 11 år.

## Utbredning
Utbredningsområdet omfattar Indiska oceanen och västra Stilla havet från Östafrika till Salomonöarna och norrut till södra Japan, söderut till Australien.

## Betydelse för människan
Arten är föremål för ett omfattande kommersiellt fiske, och tas främst med långrev och trål. Fångsten säljes vanligen färsk.